# Steeleye Span

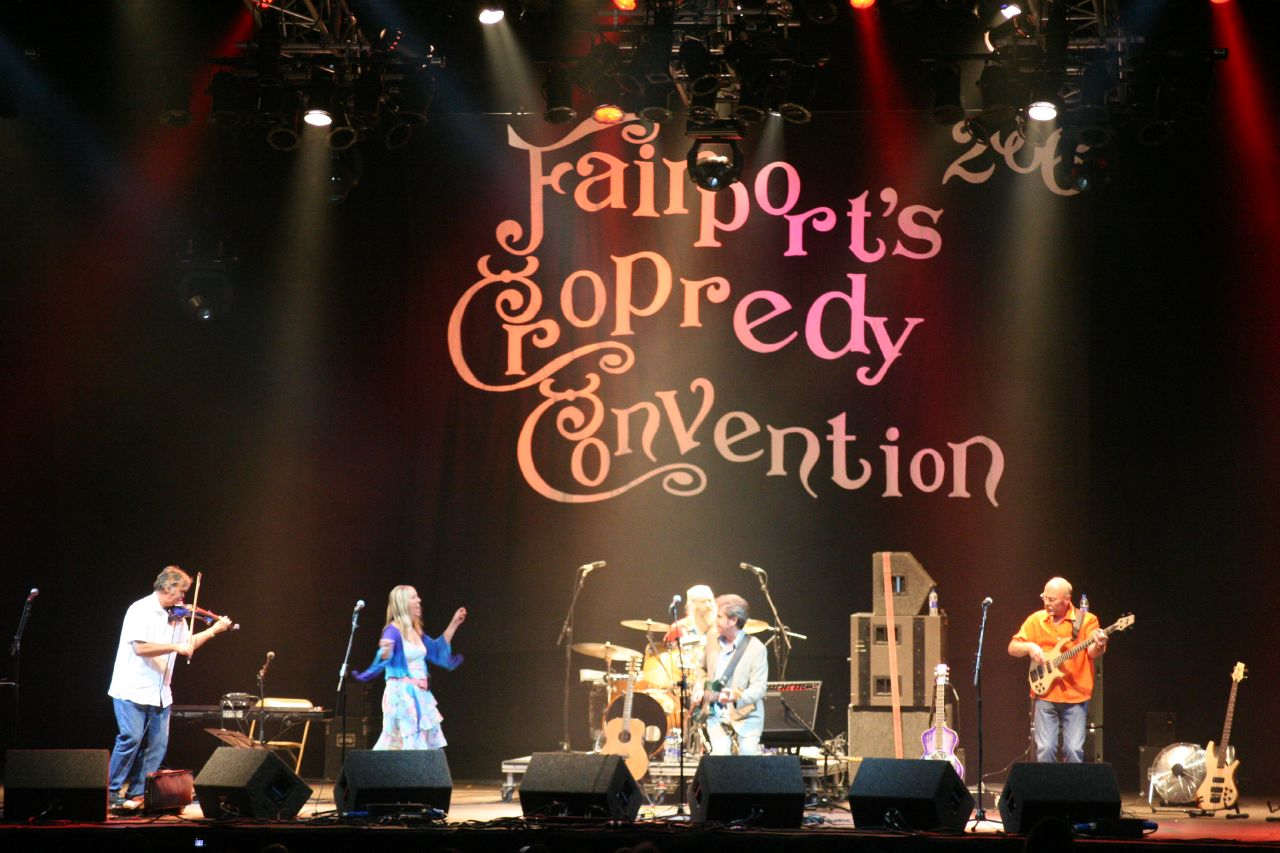
Steeleye Span (Convención Copredry Fairtport 2006

Steeleye Span es una banda británica de folk rock, formada en 1969. Es conocida, sobre todo, por su disco de oro, All Around My Hat (1975).

## Historia
La banda la formó Ashley Hutchings, el cofundador de Fairport Convention, cuando se marchó de la banda tras sufrir un grave accidente de carretera, en el cual murió el batería Martin Lamble. Otros miembros fundadores fueron la vocalista Maddy Prior y Tim Hart.
En 1973, su sencillo "Gaudete", del álbum Below the Salt, alcanzó el puesto 14 en las listas de éxitos del Reino Unido.
En esta época fueron los teloneros habituales de la banda Jethro Tull, cuyo líder, Ian Anderson, produce el sexto álbum de la banda, un disco que incluyó un solo de saxofón de David Bowie. También, su séptimo álbum, Commoners Crown (1975), incluyó un cameo, en esta ocasión de Peter Sellers tocando el ukelele eléctrico.
En 1989, se une a la banda la batería Liam Genockey, del grupo de Ian Gillan.

## Formaciones
1969-1970
Formación: Maddy Prior (Voz), Tim Hart (Guitarra y voz), Ashley Hutchings (Bajo), Gay Woods (Voz) y Terry Woods (Guitarra y voz)
Álbum: Hark! The Village Wait (1970)
1971
Se van Gay Woods y Terry Woods. Entran Peter Knight y Martin Carthy.
Formación: Maddy Prior (Voz), Tim Hart (Guitarra y voz), Ashley Hutchings (Bajo y voz), Peter Knight (Violín y voz) y Martin Carthy (Guitarra y voz)
Álbumes: Please to See the King (1971) y Ten Man Top, Or Mr. Reservoir Butler Rides Again (1971)
1972-1973
Se van Ashley Hutchings y Martin Carthy. Entran Bob Johnson y Rick Kemp.
Formación: Maddy Prior (Voz), Tim Hart (Guitarra y voz), Peter Knight (Violín y voz), Bob Johnson (Guitarra y voz) y Rick Kemp (Bajo y voz)
Álbumes: Bellow the Salt (1972) y Parcel of Rogues (1973)
1974-1976
Entra Nigel Pegrum.
Formación: Maddy Prior (Voz), Tim Hart (Guitarra y voz), Peter Knight (Violín y voz), Bob Johnson (Guitarra y voz), Rick Kemp (Bajo y voz) y Nigel Pegrum (Batería)
Álbumes: Now We Are Six (1974), Live at The Rainbow Theatre London (1974 publicado en 2022), Commoners Crown (1975), All Around My Hat (1975), Rocket Cottage (1976) y Live at The Berklee Performance Centre Boston (1976 publicado en 2022)
1977-1978
Se van Peter Knight y Bob Johnson. Entran Martin Carthy y John Kirkpatrick.
Formación: Maddy Prior (Voz), Tim Hart (Guitarra y voz), Rick Kemp (Bajo y voz),  Nigel Pegrum (Batería), Martin Carthy (Guitarra y voz) y John Kirkpatrick (Acordeón y voz)
Álbumes: Storm Force Ten (1977) y Live at Last (1978)
1980-1983
Se van Martin Carthy y John Kirkpatrick. Entran Peter Knight y Bob Johnson.
Formación: Maddy Prior (Voz), Tim Hart (Guitarra y voz), Peter Knight (Violín y voz), Bob Johnson (Guitarra y voz), Rick Kemp (Bajo y voz) y Nigel Pegrum (Batería)
Álbumes: Sails of Silver (1980) y On Tour (1983 publicado en 2022)
1986
Se va Tim Hart.
Formación: Maddy Prior (Voz), Peter Knight (Violín y voz), Bob Johnson (Guitarra y voz), Rick Kemp (Bajo y voz) y Nigel Pegrum (Batería)
Álbum: Back in Line (1986)
1989
Se va Rick Kemp. Entra Tim Harries.
Formación: Maddy Prior (Voz), Peter Knight (Violín y voz), Bob Johnson (Guitarra y voz), Nigel Pegrum (Batería) y Tim Harries (Bajo y voz)
Álbum: Temped and Tried (1989)
1995
Para celebrar el 25 aniversario de la banda, se reunieron sobre un escenario para un concierto en vivo todos los miembros presentes y pasados de la banda excepto Terry Woods.
Entran Tim Hart, Ashley Hutchings, Gay Woods, Rick Kemp, Martin Carthy, John Kirkpatrick y Liam Genockey.
Formación: Maddy Prior (Voz), Peter Knight (Violín y voz), Bob Johnson (Guitarra y voz), Nigel Pegrum (Batería), Tim Harries (Bajo y voz), Tim Hart (Guitarra y voz), Ashley Hutchings (Bajo y voz), Gay Woods (Voz), Rick Kemp (Bajo y voz), Martin Carthy (Guitarra y voz), John Kirkpatrick (Acordeón y voz) y Liam Genockey (Batería)
Álbum: The Journey (1995 publicado en 1999)
1996
Se van Tim Hart, Ashley Hutchings, Rick Kemp, Martin Carthy, John Kirkpatrick y Nigel Pegrum.
Formación: Maddy Prior (Voz), Peter Knight (Violín y voz), Bob Johnson (Guitarra y voz), Tim Harries (Bajo y voz), Gay Woods (Voz) y Liam Genockey (Batería)
Álbum: Time (1996)
1999-2000
Se van Maddy Prior y Liam Genockey.
Formación: Peter Knight (Violín y voz), Bob Johnson (Guitarra y voz), Tim Harries (Bajo y voz) y Gay Woods (Voz). Les ayudó el baterista de Fairport Convention Dave Mattacks.
Álbumes: Horkstow Grange (1999) y Bedlam Born (2000)
2002
En 2002 decidieron regrabar sus temas más exitosos, para lo cual se reunió la formación más clásica de la banda, pero sin Tim Hart ni Nigel Pegrum y con el batería Liam Genockey.
Se van Gay Woods y Tim Harries. Entran Maddy Prior, Rick Kemp y Liam Genockey.
Formación: Maddy Prior (Voz), Peter Knight (Violín y voz), Bob Johnson (Guitarra y voz), Rick Kemp (Bajo y voz) y Liam Genockey (Batería)
Álbum: Present: The Very Best of Steeleye Span (2003)
2004-2009
Se va Bob Johnson. Entra Ken Nicol.
Formación: Maddy Prior (Voz), Peter Knight (Violín y voz), Rick Kemp (Bajo y voz), Liam Genockey (Batería) y Ken Nicol (Guitarra y voz)
Álbumes: They Called Her Babylon (2004), Bloody Men (2006) y Cogs, Wheels and Lovers (2009)
2011-2013
Se va Ken Nicol. Entran Julian Littman y Peter Zorn.
Formación: Maddy Prior (Voz), Peter Knight (Violín y voz), Rick Kemp (Bajo y voz), Liam Genockey (Batería),  Julian Littman (Guitarra y voz) y Peter Zorn (Guitarra y voz)
Álbumes: Now We Are Six Again (2011) y Wintersmith (2013)
2016
Se van Peter Knight y Peter Zorn. Entran Jessie May Smart y Andrew “Spud” Sinclair.
Formación: Maddy Prior (Voz), Rick Kemp (Bajo y voz), Liam Genockey (Batería),  Julian Littman (Guitarra y voz), Jessie May Smart (Violín y voz) y Andrew “Spud” Sinclair (Guitarra y voz)
Álbum: Dodgy Bastards (2016)
2019
Se va Rick Kemp. Entran Benji Kirkpatrick y Roger Carey.
Formación: Maddy Prior (Voz), Liam Genockey (Batería),  Julian Littman (Guitarra y voz), Jessie May Smart (Violín y voz), Andrew “Spud” Sinclair (Guitarra y voz), Benji Kirkpatrick (Guitarra y voz) y Roger Carey (Bajo y voz)
Álbum: Est´d 1969 (2019)